# Тарказы
Тарказы (баш. Таркаҙы) — село в Ермекеевском районе Башкортостана, административный центр Тарказинского сельсовета.

## Географическое положение
Расстояние до:
- районного центра (Ермекеево): 43 км,
- ближайшей ж/д станции (Абдулино): 15 км.

## История
Основано башкирами Кыр-Еланской волости Белебеевского уезда на собственных землях, известно с 1782 г. под названием Икбаш Тарказытамак. По договорам 1782 и 1793 гг. о припуске здесь поселились ясачные татары из д. Ар-Елга того же уезда, в 1839 г. на тех же условиях — новая группа ясачных татар. Учитывалось также как Абдуллино, Абдуло(е)во, Ташлы.
В 1795 году в 8 дворах проживало 53 чел., в 1865 г. в 122 дворах — 657 человек. Занимались скотоводством, земледелием, кожевенным делом. Были мечеть, училище, водяная мельница.
В 1906 году зафиксированы мечеть, 2 бакалейные лавки, хлебозапасный магазин.

## Население
| 2002 | 2009 | 2010 |
| ---- | ---- | ---- |
| 788  | ↗842 | ↘731 |

Национальный состав
Согласно переписи 2002 года, преобладающая национальность — башкиры (80 %).

## Инфраструктура
ooo «АПК Тарказинский» Есть средняя школа, врачебная амбулатория, дом культуры (закрыт), библиотека.

## Религия
В селе есть мечеть Нур.